# Marianna Dudek-Maćkowiak
Marianna Dudek-Maćkowiak (ur. 16 marca 1920 w Bukówcu Górnym, zm. 21 marca 2017) – polska  pisarka i poetka ludowa, muzyk ludowy oraz działaczka społeczna.

## Życiorys
Przyszła na świat w Bukówcu Górnym jako córka Nikodema Dudka i Marianny z domu Nędza, będąc jedną z ośmiorga rodzeństwa. W dzieciństwie, w wyniku dyfterytu zmarło dwóch jej braci Nikodem i Leon oraz siostra Pelagia. Gdy Marianna miała 14 lat w wyniku powikłań okołoporodowych zmarła także jej matka. Przed II wojną światową Marianna podjęła pracę jako sekretarka w Kole Włościanek, którego kierowniczką była siostra Elżbieta Tymkowska. W trakcie polskiej wojny obronnej września 1939 była członkinią żeńskiej drużyny sanitarnej PCK prowadzonej przez Czesława Kowalskiego z Sądzi. W 1941 została wraz z rodziną wysiedlona do Łodzi, a następnie wysłana na roboty przymusowe do Saksonii. Do Bukówca Górnego rodzina Dudków powróciła w lipcu 1945. Po wojnie udzielała się jako skrzypaczka i madolinistka, a także wokalnie w lokalnym amatorskim zespole „Szukamy Talentów” oraz chórze kościelnym. 12 lipca 1949 poślubiła Józefa Maćkowiaka, dyrygenta i kierownika tegoż chóru kościelnego oraz bukówieckiego organistę. 
Była czołową animatorką życia kulturalnego w Bukówcu Górnym. Udzielała się jako poetka, publicystka i autorka pieśni, a także uczyła tańca ludowego, śpiewu i gry na instrumentach w lokalnych zespołach. Założyła i przez wiele lat prowadziła zespoły „Bukowianki”, „Siódemka” i „Złota jesień”. Jej wspomnienia z robót przymusowych w III Rzeszy publikowane był na łamach czasopisma „Gromada – Rolnik Polski” i ostatecznie zostały wydane w formie książkowej podobnie jak jej pamiętnik „Bukówiec Górny – moja mała ojczyzna” publikowany wcześniej w latach 1977–1978 na łamach tegoż czasopisma. Marianna Dudek-Maćkowiak opracowała również śpiewnik „Pieśni ludowych z Bukówca Górnego” wydany w 1999. Od 1990 współpracowała jako autorka społeczna z redakcją miesięcznika gminy Włoszakowice – „Nasze Jutro”, który wydał w 1995 jej pracę „Kto wspomni o dziewczętach – sanitariuszkach z 1939 r.”, a w 1996 jej książkę „Droga do Lourdes”. Była wieloletnim sekretarzem i kronikarką Koła Gospodyń Wiejskich w Bukówcu Górnym. Od 1984 należała do Stowarzyszenia Twórców Ludowych.

## Wybrane odznaczenia
- Krzyż Kawalerski Orderu Odrodzenia Polski[1],
- Złoty Krzyż Zasługi[1],
- Odznaka „Zasłużony Działacz Kultury”[1].